# Sven Höglund
Sven Gustaf Alvar Höglund (ur. 23 października 1910 w Vendel, zm. 21 sierpnia 1995 w Upplands Väsby) – szwedzki kolarz szosowy, brązowy medalista olimpijski.

## Kariera
Największy sukces w karierze Sven Höglund osiągnął w 1932 roku, kiedy wspólnie z Bernhardem Britzem i Arne Bergiem zdobył brązowy medal w drużynowej jeździe na czas podczas igrzysk olimpijskich w Los Angeles. Na tych samych igrzyskach Höglund był ósmy w rywalizacji indywidualnej. Ponadto czterokrotnie zdobywał złote medale szosowych mistrzostw kraju, wszystkie drużynowo. W 1933 roku zdobył złoty medal w wyścigu drużynowym na mistrzostwach krajów nordyckich w Oslo, a indywidualnie był drugi za Bernhardem Britzem. Nigdy nie zdobył medalu na szosowych mistrzostwach świata.